# Sydney Pickrem
Sydney Pickrem, née le 21 mai 1997 à Dunedin en Floride, est une nageuse canadienne.

## Carrière
En 2017, lors des demi-finales du 200 m 4 nages aux Championnats du monde de natation 2017, elle bat le record du Canada de la distance en 2 min 9 s 17. Lors de la finale, elle s'arrête au bout des 50 premiers mètres après avoir avalé accidentellement de l'eau.
Deux ans plus tard aux Championnats du monde de natation 2019, elle termine 3e sur le 200 m 4 nages derrière la Hongroise Katinka Hosszú et la Chinoise Ye Shiwen en 2 min 8 s 70.
Lors des Jeux olympiques d'été de 2020, Sydney remporte la médaille de bronze au relais 4 × 100 m quatre nages en compagnie des nageuses Penny Oleksiak, Kylie Masse et Margaret MacNeil.

## Palmarès

### Championnats du monde

#### Grand bassin
- Championnats du monde 2019 à Gwangju :
  -  Médaille de bronze du relais 4 × 100 m quatre nages.
- Championnats du monde 2024 à Doha :
  -  Médaille de bronze du relais 4 × 100 m quatre nages (participe uniquement aux séries).